# Rajkai Zoltán
Rajkai Zoltán (Budapest, 1969. december 27. –) magyar színész, a Budapesti Katona József Színház tagja.

## Életpályája
1993-ban végzett a Színház- és Filmművészeti Főiskolán, osztályvezető tanára Szirtes Tamás volt. Mindent megtett annak érdekében, hogy a nagy hírű, Petőfi Sándor utcai teátrum, a "Katona" szerződtesse. Változatos szerepekben bizonyíthatta tehetségét, sokoldalúságát. Lehetett lecsúszott, tönkrement lumpen és erőtől duzzadó, tántoríthatatlan vagány is.  A legszebben beszélő magyar színészek egyikeként versmondóként is közismert. Sokat tesz azért, hogy a legjobb fizikai adottságú művészek között tartsák számon. A -művész színházban szokatlanul nagy szériában futó- Ledarálnakeltűntem című darabban bemutatott gyűrű gyakorlata, pontozható, tornász mutatvány. Egyik főszereplője, a közel egy évtizede játszott Top Dogs című előadásnak is. 2010-ig négy földrész, huszonkét városának nézői előtt mutatkozhatott be az Ivanov, Lvov szerepében. Bozsik Yvette "kortárs" táncjátékaiban is rendszeresen színpadra lép.
A Partvonal Színházi Csoportnál több előadást is rendezett. Egy rövid film (1/2Fél) elkészítése is a nevéhez fűződik.
Rajkai Zoltán nős, négy gyermek édesapja. Feleségével 1987 óta van együtt, 1997 óta házasok. Aktív tagja a Pasaréti Református Gyülekezetnek.

## Rendezései
- Picasso: Négy kislány
- Shakespeare: Tévedések vígjátéka
- Saint-Exupéry: A még kisebb herceg
- Rajkai Zoltán: Atomtömény
- Németh Ákos: Müller táncosai (Csiky Gergely Színház-Kaposvár)
- Enyedi Éva: Palos Verdes, Kalifornia (Csiky Gergely Színház-Kaposvár)
- Németh Ákos: Deviancia (Karaván Színház, Budapest)

## Szerepei

### Színházi szerepeiből
A Színházi adattárban regisztrált bemutatóinak száma: 96.
- Shakespeare
  - Vizkereszt (Curio)
  - Julius Caesar (Messala)
  - Hamlet (Cornellius, színész, kígyó)
  - Pericles (Helicanus, Lycorida)
  - Szentivánéji álom (Lysander)
  - A vihar (Ferdinánd)
  - Minden jó, ha vége jó (Firenze hercege)
- Victor Hugo-Jeles András: A nevető ember (Gwynplain)
- Caragiale: Az elveszett levél (Ionescu)
- Csehov: Ivanov (Lvov)
- Dosztojevszkij: Az idióta-Félkegyelmű (Radomszkij)
- Ibsen: A vadkacsa (Molvik, Balle)
- Gorkij: Barbárok (Dunya férje)
- Dürrenmatt: Csendestárs (Bill)
- Pirandello: Ma este improvizálunk (Pometti)
- Brecht: 
  - The days of the commune (Brigant)[7]
  - A Kaukázusi krétakör
- Peter Weiss: Mockinpott úr (Jóisten)[8]
- Heinrich Böll: Katharina Blum elveszett tisztessége (Ludvig Götten )
- John Arden: Élnek, mint a disznók (Col)
- Jerofejev: Walpurgis-éj (Kolja)
- Alex Koenigsmark: Agyő kedvesem (Laska)
- Örkény István: Kulcskeresők (Abodó)
- Nádas Péter: Találkozás (A fiú)[9]
- Ránki György–Vas István–Hubay Miklós: Egy szerelem három éjszakája (Bálint)[10]
- Vajdai Vilmos: Boszorkányok
- Németh Ákos: Müller táncosai (Horváth Feri
- Tasnádi István: Közellenség (Kallheim, ügyvéd, szomszéd, sintér)
- Vinnai András-Bodó Viktor: Ledarálnakeltűntem
- Spiró György: Koccanás (Segédmunkás; Ételszállító; Térítő; Tüntető; Turista)
- Urs Widmer: Top Dogs (Mark)
- Forgách András: A kulcs (Kálmán)
- Papp András-Térey János: Kazamaták
- Weöres Sándor: A kétfejű fenevad (Dzserzsis, Janicsár aga; Részeg janicsár;Török fogoly)
- Tadeusz Słobodzianek: A mi osztályunk (Menachem)
- A Gondnokság: Endre, ősapa
- Illaberek
- Vlagyimir Szorokin: Cukor Kreml
- Goldoni: 
  - Chioggiai csetepaté (Isidoro)[11]
  - A nyaralás (Don Mauro)
- Pintér Béla: A bajnok
- Ferdinand von Schirach: Terror (Christian Lauterbach)
- Philipp Löhle: Nem vagyunk mi barbárok (Levente)

Bozsik Yvette táncjátékaiban
- Bartók est
- Orwell műve alapján: Állatfarm (Süvi, disznó)
- Várakozás (K.)
- A sárga tapéta
- János vitéz (Ludas Matyi; Barát)
- Lány, kertben (Keresztapa)
- Egy faun délutánja

### Mozgókép

#### Játékfilmek
- Presszó (1998)
- Rosszfiúk (2000)
- Nincs mese (2004)
- Nyócker (Abdul hangja) (2004)
- Overnight (2007)
- Pánik (2008)
- Utolsó idők (2009)
- Couch Surf (2014)
- Parkoló (2015)
- 1945 (2017)
- HHhH – Himmler agyát Heydrichnek hívják (2017)
- Lajkó – Cigány az űrben (2018)
- Becsúszó szerelem (2021)
- Melange kisjátékfilm (2024)

#### Tévéfilmek
- Angyalbőrben (1990)
- Az édesanya (1992)
- Privát kopó (1993)
- Heinrich Böll: Katharina Blum elveszett tisztessége (1995)
- Németh Ákos: Müller Táncosai (1996)
- Szarajevó kávéház (1996)
- Szelídek (1996)
- Szökés a nagy árvíz idején (1996)
- Szívlövés (1998)
- A Kormos Egyetem (1998)
- Kisváros (1998–2000)
- Közellenség (2001)
- Jelentem versben mesémet (2004)
- Moliere: Tartuffe (2004)
- Urs Widmer: Top dogs (2005)
- Csehov: Ivanov (2007)
- Született lúzer (2007)
- Henrik Ibsen: A vadkacsa (2008)
- Tűzvonalban (2009)
- Koccanás (2009)
- Hajónapló (2009)
- Állomás (2009)
- Munkaügyek (2012)
- Hacktion: Újratöltve (2014)
- Zavarok (2014)
- Aranyélet (2016–2018)
- Csak színház és más semmi (2018)
- Candide kalandjai (2018)
- Alvilág (2019)
- Mintaapák (2020–2021)
- A mi kis falunk (2021)
- Apatigris (2021)
- Aranybulla (2022)
- Gólkirályság (2023–2024)
- Cella – Letöltendő élet (2023)
- Tündérkert – Kísértések kora (2023)
- 1968 – Egy szerelem rekonstrukciója (2024)

### Szinkron
Több mint száz filmet szinkronizált. Legtöbbször Jean-Pierre Léaudnak, Bradley Coopernek, John Leguizamónak, Sam Rockwellnek, Mark Ruffalónak, Patrick Dempseynek és Mickey egérnek kölcsönözte hangját.

#### Szinkronszerepek filmekben
- Csillag születik (film, 2018): Jackson Maine - Bradley Cooper
- A boldogító talán: Thomas ’Tom’ Bailey – Patrick Dempsey
- Transformers 3.: Dylan Gould – Patrick Dempsey
- A Kaptár 3. – Teljes pusztulás: Otto – Joe Hursley
- A kincses sziget kalózai: Jim Hawkins – Tom Nagel
- A kincses bolygó: BEN - Martin Short
- A rózsaszín párduc: Yuri – Henry Czerny
- Arn, a templomos lovag: Arn Magnusson – Joakim Nätterqvist
- Amazon: Ügyvéd: Bruce Banner / Hulk - Mark Ruffalo
- Amerikai mesterlövész(film, 2014): Chris Kyle - Bradley Cooper
- A szupercsapat: Templeton "Szépfiú" Peck – Bradley Cooper
- Avatar: Parker Selfridge – Giovanni Ribisi
- Vasember 2.: Justin Hammer – Sam Rockwell
- Angyalok és démonok: a bérgyilkos – Nikolaj Lie Kaas
- Az igenember: Peter ’Pete’ – Bradley Cooper
- Bosszúállók: Bruce Banner / Hulk - Mark Ruffalo
- Bosszúállók: Ultron kora: Bruce Banner / Hulk - Mark Ruffalo
- Bosszúállók: Végtelen háború: Bruce Banner / Hulk - Mark Ruffalo
- Bosszúállók: Végjáték: Bruce Banner / Hulk - Mark Ruffalo
- Blöff: Négyujjú Franky – Benicio del Toro
- Carter edző: Junior Battle – Nana Gbewonyo
- Csontdaráló: Sajtburger Eddy – Terry Crews
- A Dicső 39: Hector – David Tennant
- Dűne 1: Leto Atreides – Oscar Isaac
- Faculty – Az invázium: Joe Willis edző – Robert Patrick második szinkronhang
- Félelem és reszketés Las Vegasban: Raoul Duke – Johnny Depp
- Fiatalság, bolondság: Ginger Littlejohn – David Tennant
- A Föld inváziója – Csata: Los Angeles: Joe Rincon (Michael Peña)[13]
- Földre szállt boszorkány: Ritchie – Jason Schwartzman
- Halálos iramban – Ötödik sebesség: Brian O'Conner – Paul Walker
- Hétmérföldes szerelem: Dan – Charlie Day
- Igazából szerelem: Mark – Andrew Lincoln
- Kalandférgek: Kumar Patel – Kal Penn
- Kalandférgek 2 - Öbölből vödörbe: Kumar Patel - Kal Penn
- Kalandférgek karácsonya : Kumar Patel - Kal Penn
- Kismocsok: Piszkos Joe – David Spade
- Másnaposok: Phil Wenneck – Bradley Cooper
- Másnaposok 2.: Phil Wenneck – Bradley Cooper
- Másnaposok 3.: Phil Wenneck – Bradley Cooper
- Nagyfiúk: Marcus Higgins – David Spade
- Nagyfiúk 2. Marcus Higgins – David Spade
- Osztály, vigyázz!: Paco Rodriguez – Guillermo Díaz
- Ő a megoldás: Steve Miller – Bradley Cooper
- Páros mellékhatás: Jason Smith – Jason Bateman
- Robot és Frank: Hunter – Jake Schreier
- Ralph lezúzza a netet: JP Spamley - Bill Hader
- Verdák 3.: Sterling – Nathan Fillion
- Szemfényvesztők 2.: Dylan Rhodes – Mark Ruffalo[14]
- Thor: Ragnarök: Bruce Banner / Hulk - Mark Ruffalo
- Tini Nindzsa Teknőcök: Elő az árnyékból! : Michelangelo – Noel Fisher
- Az utolsó léghajlító : Zhao parancsnok – Aasif Mandvi
- Ünneprontók ünnepe: Zachary ’Sack’ Lodge – Bradley Cooper
- Valkűr: Werner von Haeften főhadnagy – Jamie Parker
- Vámpíros Szivatós film: Edward Sullen – Matt Lanter
- Vasember 3.: Bruce Banner / Hulk - Mark Ruffalo
- A véres dinasztia – A Borgia-család története: Perotto – Diego Martín
- Veszélyes Bangkok: Kong Shahkrit Yamnarm
- Viharsziget: Chuck Aule – Mark Ruffalo
- Watchmen – Az őrzők: Adrian Veidt / Ozymandias – Matthew Goode
- Star Wars VII. rész – Az ébredő Erő: Poe Dameron – Oscar Isaac
- Star Wars VIII. rész – Az utolsó jedik: Poe Dameron – Oscar Isaac
- Star Wars IX. rész – Skywalker kora: Poe Dameron – Oscar Isaac
- Imperium: Augustus: a fiatal Augustus – Benjamin Sadler
- Pokolfajzat (Hellboy): fiatal Trevor „Broom” Bruttenholm – Kevin Trainor
- A rosszfiúk: Mr. Farkas – Sam Rockwell
- Volt egyszer egy stúdió: Baymax – Scott Adsit; Carl – Harland Williams
- Mission: Impossible – Leszámolás: Gabriel – Esai Morales
- Mission: Impossible – A végső leszámolás: Gabriel – Esai Morales

#### Sorozatbeli szinkronszerepek
{{oszloplista|2|
- Flash – A Villám: David Singh kapitány - Patrick Sabongui
- Bajnokakadémia: Danny Rodriguez – Matt Castelli
- Modellügynökség: Chris White – Kurt Deutsch
- Amíg még élünk: Edgar 'Egg' Cook – Andrew Lincoln
- Stephanie: Dr. Timo Lennart – Martin Halm
- Kedves fészek: Cedric Matthew 'Charley' Charlton – Philip Franks
- Ally McBeal: Larry Paul – Robert Downey Jr.
- Szeret, nem szeret: Louis Trevelyan – Oliver Dimsdale
- Sarokba szorítva: Rodrigo Santana - Bernie Paz
- Taxi: Latka Gravas / Vic Ferrari – Andy Kaufman
- Deed bíró: Laurence James – Fraser James
- Kemény zsaruk: Detective Shane Vendrell – Walton Goggins
- Alias: Will Tippin – Bradley Cooper
- Largo Winch: Simon Ovronnaz – Diego Wallraff
- Dragnet - Gyilkossági csoport: Frank Smith nyomozó – Ethan Embry
- A hetedik érzék: Frank Taylor – Matthew Fox
- Berlin, Berlin: Alex Weingart – Matthias Schloo
- Hóbarátok: Schorschi – Oliver Clemens
- Hatalmas kis hazugságok: Ed – Adam Scott
- Maffiózók: Christopher Moltisanti – Michael Imperioli
- A Grace klinika: Dr. Derek Shepherd – Patrick Dempsey
- Sherlock és Watson: Sherlock Holmes - Jonny Lee Miller
- Nancy ül a fűben: Andy Botwin – Justin Kirk
- Édesek és mostohák: Osborne Hamley – Tom Hollander
- Az elit alakulat: Edward 'Babe' Heffron közlegény – Robin Laing
- A mentalista – Rubin ékszerdoboz : Victor Bandino – Kevin Alejandro
- Succession – Utódlás : Kendall Roy – Jeremy Strong
- A főnök: David Gabriel őrmester – Corey Reynolds
- Ments meg!: Sean Garrity – Steven Pasquale
- Monty Python Repülő Cirkusza - Terry Gilliam
- Harmadik műszak: Brendan Finney rendőr – Josh Stewart
- GSG 9 - Az elit kommandó: Frank Wernitz – Jorres Risse
- Robin Hood: Robin Hood – Jonas Armstrong
- Tengeri őrjárat: Sante Lo Foco zászlós – Antonio Milo
- Partvidéki szerelmesek: Pierre – Grégory Fitoussi
- Boszorkák: Max – Leon Ford
- Az egység: Charles Grey – Michael Irby
- A vadmacska új élete: Sebastián Cárdenas Contreras – Sebastián Rulli
- A szökés: Bill Kim ügynök – Reggie Lee
- A cukorbáró: Henry Duque – Eddie Matos
- Eli Stone: Eli Stone – Jonny Lee Miller
- Divatalnokok: Dennis Finch – David Spade
- Rejtélyek városa: Dave Groves  Tyler Labine
- Pasifaló: Kenny Morittori – Michael Bunin
- Futótűz: Kerry Connelly – Kieren Hutchison
- Canterbury-esetek: Russell Krauss – Ben Shenkman
- A vámpír, a vérfarkas és a szellem: Seth – Dylan Brown
- Smallville: Davis Bloome – Sam Witwer
- Star Wars: A klónok háborúja: Darth Maul – Sam Witwer (1. hang)
- Ki vagy, doki?: A Doktor – David Tennant
- Sherlock: Jim Moriarty – Andrew Scott
- The Walking Dead: Rick Grimes – Andrew Lincoln
- The Walking Dead: The Ones Who Live: Rick Grimes – Andrew Lincoln
- True Detective: Detective Ray Velcoro – Colin Farrell
- A nagy svindli: Neal Caffrey – Matt Bomer
- Szulejmán: Alvise Gritti – Tansel Öngel, Erman Saban
- Szünidei napló: Boaz – Yaron Brovinsky
- 12 Majom:tévésorozat 1-2 évad James Cole – Aaron Stanford
- Jelenetek egy házasságból (2021): Jonathan Levy - Oscar Isaac

#### Anime/Rajzfilm szinkron
- Archer: Barry – Dave Willis
- Parkműsor: Mordecai – J. G. Quintel
- Totoro – A varázserdő titka: Kuszakabe Tacuo – Itoi Sigeszato
- Szörny Rt.: további szinkronhang
- InuYasha 4. – A vörösen lángoló Haurai sziget: Kjora – Canna Nobutoshi
- Mickey egér: Mickey egér – Chris Diamantopoulos
- Mickey egér – Volt kétszer egy karácsony: Mickey egér – Wayne Allwine
- Mickey egér – Volt egyszer egy karácsony: Mickey egér – Wayne Allwine
- Mickey egér játszótere: Mickey egér – Wayne Allwine
- Mickey és az autóversenyzők: Mickey egér – Bret Iwan
- Cincin lovag: Cincin – Matthew Broderick
- Nagyon vadon 2.: Fifi – Crispin Glover
- Naruto (Animax-változat): Gekko Hajate – Szaszaki Nozomu
- Soul Eater – Lélekfalók: Excalibur – Kojaszu Takehito
- Trinity Blood – Vér és kereszt: Abel Nightroad – Tócsi Hiroki
- Az Őrzők legendája: Kotor – David Wenham
- Pókember: Peter Parker/Pókember – Neil Patrick Harris
- Sötét zsaruk: J ügynök
- Rio: Nico – Jamie Foxx
- Kung Fu Panda 2.: Shen – Gary Oldman
- Basil, a híres egér detektív: Ratigan professzor – Vincent Price
- Holdfényváros: Dazzle Novak - Rob Lawe
- Miles a jövőből: Luminix
- Csészefej és Bögrearc: Ördög - Luke Millington-Drake
- Hős6os: Baymax - Scott Adsit
- South Park: Mickey egér és Terrance
- Agymanók: Riley apja
- A kis kedvencek titkos élete 2.: Sergei
- Fürkészszárny: Tavi Gácsér / Fürkészszárny

- Akira: Jamagata – Masaaki Okura

### Rádió
- Zsoldos Péter: A holtak nem vetnek árnyékot
- Tersánszky Józsi Jenő: Két zöld ász (2002)
- Kondor Vilmos: Budapest noir (2013)
- Flóri Anna: Érkezési oldal (2014., rendező: Zelki János)
- Bogdán András-Fazakas Péter: Őfelsége magánnyomozója (2018)
- Fekete István: Bogáncs (2019)

## Díjai, elismerései
- UNICA festival (HR) 1/2Fél - Bronz-díj (2001)
- 48.MAFSZ fesztivál 1/2Fél - Legjobb férfialakítás (2001)
- Vastaps-díj – Legjobb férfi mellékszereplő - Kulcs (2006)
- PUKK-díj – /Vadkacsa/ (2007)
- Máthé Erzsi-díj (2017)

## Kép és hang
- Ivanov
- A vadkacsa
- Ledarálnakeltűntem

## Hitvallás
| „ | Áldás, hogy a mozgás különleges szerepet kapott a pályámon. Fölfedezték, hogy többre vagyok képes az átlagnál, és ki is használják. Nyilvánvaló, hogy a lehetőségek attól is függnek, milyen színművek kerülnek elő. De ha mozgásigényes a szerep, olyan színészt keres a rendező, aki megbirkózik az ilyen feladattal. Aki ismeri a saját testét, vagyis aki tisztában van azzal, melyik mozdulata mit jelent, biztonságosabban tud megoldani prózai szerepet is. …ha valaki színészként, a médiában, személyes tartalmakat is elfecseg magáról, akkor az később "odaragad" a szerepeihez is. Az a legjobb, ha a színészről a közönség nem tud semmit. Csak azt látják, amit a színpadon csinál. Mert akkor rögtön azzal a szereppel azonosítják, amelyet éppen el kell játszania és a nézőnek nem az jut eszébe, amikor színpadra lép, hogy pl. éppen hogyan áll a házassága. | ” |
|   | |   |